# Адам Хложек
Адам Хложек (чеш. Adam Hložek; 25. јул 2002) чешки је професионални фудбалер који тренутно наступа на позицији крилног нападача за Бајер Леверкузен и репрезентацију Чешке.
Каријеру је почео 2018. у Спарти Праг, након што је провео читаву јуниорску каријеру у клубу. На љето 2022. прешао је у Бајер Леверкузен.
Прошао је све млађе селекције у репрезентацији, а за сениорску репрезентацију Чешке дебитовао је 2020. након чега је играо на Европском првенству 2020.

## Клупска каријера
Са 12 година, заједно са старијим братом — Данијелом, отишао је из Иванчице у академију Спарте Праг. Четири године касније, са 16. година, дебитовао је у првом тиму Спарте, у побједи од 4:1 против Славој Полне у Купу Чешке; ушао је у игру у другом полувремену и постигао је последњи гол на утакмици. У Првој лиги Чешке дебитовао је 10. новембра 2018, у побједи од 3:1 против Карвине, а са 16 година, три мјесеца и 16 дана, постао је најмлађи фудбалер Спарте који је заиграо у лиги.
Сезону 2020/21. завршио је као најбољи стријелац лиге, заједно са Јаном Кухтом из Славије Праг, са по 15 голова, упркос томе што је паузирао четири мјесеца због повреде. На дан 30. маја 2021, дан након што је постигао четири гола у првом полувремену у побједи од 6:1 против Збројовке Брно, продужио је уговор са клубом до 2024.

## Репрезентативна каријера
Прошао је све млађе селекције репрезентације, а за сениорску репрезентацију Чешке дебитовао је 4. септембра 2020. у побједи од 3:1 против Словачке, у Лиги нација 2020/21; играо је до 72. минута, када је умјесто њега ушао Михаел Крменчик и постигао гол.
На дан 27. маја 2021. нашао се у тиму за Европско првенство 2020, које је због пандемије ковида 19 помјерено за 2021. На првенству, улазио је са клупе у другом полувремену, а Чешка је у првом колу групе Д побиједила Шкотску 2:0, са два гола Патрика Шика, док је у другом колу ремизирала 1:1 против Хрватске. У трећем колу изгубила је 1:0 од Енглеске и прошла је даље са трећег мјеста. У осмини финала, ушао је у игру у 85. минуту умјесто Петра Шевчика, а Чешка је побиједила Холандију 2:0. У четвртфиналу није играо, а Чешка је изгубила 2:1 од Данске.

## Статистика каријере

### Клубови
Ажурирано након утакмице игране 14. маја 2021.
| Клуб              | Сезона            | Лига              | Лига  | Лига | Куп   | Куп  | Континентално | Континентално | Остало | Остало | Укупно | Укупно |
| Клуб              | Сезона            | Лига              | Утак. | Гол. | Утак. | Гол. | Утак.         | Гол.          | Утак.  | Гол.   | Утак.  | Гол.   |
| ----------------- | ----------------- | ----------------- | ----- | ---- | ----- | ---- | ------------- | ------------- | ------ | ------ | ------ | ------ |
| Спарта Праг       | 2018/19.          | Прва лига Чешке   | 19    | 3    | 4     | 1    | —             | —             | —      | —      | 23     | 4      |
| Спарта Праг       | 2019/20.          | Прва лига Чешке   | 34    | 7    | 4     | 1    | 1             | 1             | —      | —      | 39     | 9      |
| Спарта Праг       | 2020/21.          | Прва лига Чешке   | 19    | 15   | 3     | 0    | 1             | 0             | —      | —      | 23     | 15     |
| Спарта Праг       | Укупно            | Укупно            | 72    | 25   | 11    | 2    | 2             | 1             | 0      | 0      | 85     | 28     |
| Укупно у каријери | Укупно у каријери | Укупно у каријери | 72    | 25   | 11    | 2    | 2             | 1             | 0      | 0      | 85     | 28     |

### Репрезентација
Ажурирано након утакмице игране 3. јула 2021.
| Репрезентација | Година | Наступи | Голови |
| -------------- | ------ | ------- | ------ |
| Чешка          |        |         |        |
| 2020.          | 2      | 0       |        |
| 2021.          | 4      | 0       |        |
| Укупно         | Укупно | 7       | 0      |

## Успјеси

### Спарта Праг
- Чешки куп: 2019/20.

### Бајер Леверкузен
- Бундеслига: 2023/24.[21]
- Куп Немачке: 2023/24.

### Индивидуално
- Чешки таленат године: 2019[22]